# Nachson Wachsman
Pour les articles homonymes, voir Waxman et Wachsman (homonymie).
Le sergent Nachson Mordechai Wachsman (en hébreu: נחשון מרדכי וקסמן, né le 3 avril 1975, décédé le 14 octobre 1994) était un soldat de Tsahal, enlevé par le Hamas et exécuté au bout de 6 jours lors de l'assaut qui visait à le libérer.
Troisième de la fratrie des sept enfants de Yehuda et Esther Wachsman, citoyen doté de la double nationalité israélienne et américaine, Wacshman a passé son enfance à Jérusalem. Wachsman s'engagea dans la brigade des Golani.

## L'enlèvement
En permission chez lui à Jérusalem, Wacshman reçut l'ordre de suivre une journée d'instruction dans le nord d'Israël. Il quitta son domicile le samedi après chabbat, pour revenir chez lui le dimanche 9 octobre 1994 au soir. Il disparut le dimanche soir, après son cours, après avoir été déposé au croisement de Bnai Atarot, dans le centre d'Israël, d'où il aurait pu rentrer chez lui en bus ou en auto-stop.
Selon les services de renseignement israéliens, Wachsman a été pris en stop par des militants du Hamas, déguisés en juifs religieux, dans un véhicule diffusant de la musique hassidique. L'opération a été revendiquée par Mohammed Deif.

## La cassette
Le 11 octobre 1994, une cassette vidéo montrant Wacshman, pieds et poings liés, menacé par une arme fut diffusée. Dans cette cassette, Wachsman affirmait avoir été kidnappé par le Hamas, qui réclamait, en échange, la libération de Cheikh Yassine, alors détenu dans une prison israélienne, et de 200 autres prisonniers palestiniens. Un ultimatum était fixé au 14 octobre par le Hamas.
Les parents Wachsman en appelèrent aux leaders mondiaux, et particulièrement Yitzhak Rabin et Bill Clinton, qui devaient recevoir leur prix Nobel de la paix.

## La tentative de sauvetage
Entre-temps, les services de sécurité israéliens avaient réussi à capturer Jihad Yarmur, qui conduisait le véhicule qui avait servi à l'enlèvement. Il révéla que Wachsman était détenu dans le village de Bir Nabala, une localité située à une dizaine de minutes de la maison des Wachsman, à Ramot, dans la banlieue de Jérusalem. Le premier ministre Rabin autorisa une opération de sauvetage, qui se déroula le vendredi 14 octobre à 20h00, peu après l'annonce du prix Nobel de la paix, décerné à Rabin, Arafat et Bill Clinton.
L'opération fut menée par la Sayeret Matkal, une unité de commandos de Tsahal. À la suite d'une sous-estimation de la qualité du blindage de la porte derrière laquelle se cachait le groupe des militants, le commando fut pris sous un déluge de feu sous lequel son leader, le commandant Nir Poraz, trouva la mort. Le commando répliqua et vint à bout des trois militants du hamas, mais en entrant dans la pièce, ne put que constater le décès de Wachsman, qui avait été exécuté par les preneurs d'otage.
Wachsman a été enterré dans la nuit du samedi 15 octobre, un an, selon le calendrier hébraïque, avant l'assassinat d'Yitzhak Rabin.
Le chauffeur du véhicule, Jihad Yarmur, a été inculpé pour complicité dans l'enlèvement et le meurtre de Nachson Wachsman. Il a été libéré en octobre 2011, en échange de Gilad Shalit.
Un bâtiment dénommé "Beit Nachson", à Jérusalem, est dédié à la mémoire de Nachson Wachsman; c'est un centre de soins pour personnes physiquement ou mentalement handicapées.

## Voir Aussi